# Calacoaya
Calacoaya o Calacoayan (del náhuatl: Calacoayan ‘puerta por donde entrar o salir de una casa’) fue un pueblo mexica que habitó la ciudad del mismo nombre en la actual Zona Arqueológica de Calacoayan que se ubicada en el municipio de Atizapán de Zaragoza en el Estado de México en México.

## El pueblo de Calacoayan
El actual municipio de Atizapán de Zaragoza estuvo habitado en tiempos prehispánicos por tres pueblos: Tizapán, Tecoloapan y Calacoayan. Este último estuvo asentado sobre el cerro de Calacoaya (Cerro de la Cruz o Cerro Pata de Borrego) hasta antes de la llegada de los misioneros españoles quienes se encargaron de expulsar al pueblo Calacoayan hacia los valles cercanos, principalmente hacia donde actualmente se encuentran las colonias Morelos, El Chaparral y San Martín de Porres y también hacia donde se ubicaron los terrenos de las haciendas de Calacoaya y Santa Mónica y los ranchos de Chiluca, Madín y Sayaavedra.
El pueblo de Calacoayan era de origen nahua y se sospecha que podrían ser culhuas o tepanecas. Su origen nahua los sitúa entonces políticamente como parte de la Triple Alianza formada por los tres poderosos estados nahuas del Valle de México: México, Texcoco y Tlacopan.
Durante la época prehispánica el territorio de la actual Calacoaya contaba con asentamientos bien edificados que le daban un aspecto cosmopolita debido al numeroso grupo de etnias que allí habitaban. Este poblado fue descrito en la Historia general de las cosas de la Nueva España de Bernardino de Sahagún, el territorio que mediaba entre Calacoayan y Tecoloapan era conocido como los Llanos de Tizapán o Atizapán.

## Masacre de Calacoaya

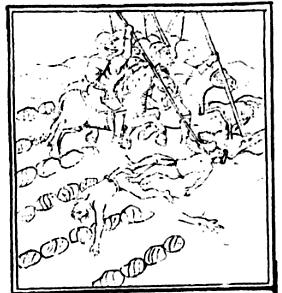
Detalle de la masacre de Calacoayan. Códice Florentino.

El 30 de junio de 1520, Hernán Cortés y los invasores españoles tuvieron que huir de la ciudad de Tenochtitlan en un episodio conocido como la Noche Triste. Durante su huida, el ejército de Cortés sufrió bajas considerables en la calzada México-Tacuba. Al llegar a Tacuba los invasores fueron repelidos fieramente y no lograron refugio en ningún punto de este poblado tepaneca. Por lo tanto, Cortés huyó hacia el rumbo de Totoltepec (actualmente Naucalpan). En este lugar encontró refugio en un sitio fortificado (en las cercanías del actual Cerro de Moctezuma) y es ahí donde actualmente se encuentra el Santuario de los Remedios, erigido en 1574. Se supone que en ese sitio, un soldado español habría dejado oculta una miniatura de la española Virgen de los Remedios). Hasta Totoltepec habría llegado una delegación de indígenas provenientes de Teocalhueyacan (actualmente San Andrés Atenco), quienes entregaron comida y provisiones a los españoles al tiempo que mostraron quejas sobre sus vecinos de Calacoayan, aliados de Tenochtitlan. Luego de esto, Cortés en actitud de venganza, se puso en marcha hacia Atizapan. Al llegar a orillas del pueblo de Calacoayan, el 2 de julio de 1520, se dio un ataque sorpresivo y cruel que culminó con la vida de cientos de calacoayenses y el saqueo e incendio del poblado cuyos restos forman ahora la zona arqueológica de Calacoaya:

Y cuando hubieron llegado a un sitio que se llama Calacoayan, en una cañada, un poco arriba, allí donde hay cercas de piedra, mataron y apuñalaron los españoles a la gente.

No les habían salido al frente las gentes de allí, los habitantes de Calacoayan: sin culpa suya fueron matados. En ellos desquitaron su ira, en ellos vaciaron su venganza.
Bernardino de Sahagún, Historia general de las cosas de la Nueva España.

## Actualidad
La zona arqueológica en la actualidad se encuentra en franco abandono. Ha sido saqueada e invadida a largo de los años sin ningún freno por parte de las autoridades locales o federales (INAH). Recientemente las autoridades municipales otorgaron un permiso a la empresa FRISA para la edificación de más de 2 mil viviendas en los terrenos de la zona, en el Cerro del Borrego (predio El Tornillo). El INAH ha solicitado protección a tan solo 1.5 hectáreas de la zona aun cuando esta se extiende a por lo menos 115 hectáreas, que se planean urbanizar.